# Comité scientifique humanitaire
Le Comité scientifique humanitaire (en allemand WhK : Wissenschaftlich-humanitäre Komitee), créé en Allemagne le 15 mai 1897, est la toute première organisation de défense des droits des homosexuels.
Le WhK est fondé le 15 mai 1897 par le sexologue Magnus Hirschfeld, l'éditeur Max Spohr (en), le juriste Eduard Oberg (de) ainsi que l'écrivain Franz Joseph von Bülow (en), à Berlin-Charlottenbourg. L'un des objectifs du comité est alors l'abrogation du paragraphe 175 qui, en Allemagne, condamnait pénalement les relations sexuelles entre hommes consentants. Peu de temps après sa création, Adolf Brand, Benedict Friedlaender et Kurt Hiller adhèrent au WhK. Une scission survient en 1903.
Le WhK était particulièrement lié à l'institut de sexologie fondé par Hirschfeld. Il s'appuyait sur les théories de Hirschfeld dont celle du troisième sexe. Il avançait aussi l'innéité de l'homosexualité (son caractère « naturel », rendant sa condamnation injuste).
Le WhK avait son siège à Berlin et des antennes dans vingt-cinq villes d'Allemagne et des annexes à l'étranger : en Autriche, aux Pays-Bas (NWHK (nl)) ainsi qu'un correspondant en Alsace. Il est le précurseur du mouvement d'émancipation homosexuelle ou mouvement gay et lesbien.

## La bibliothèque

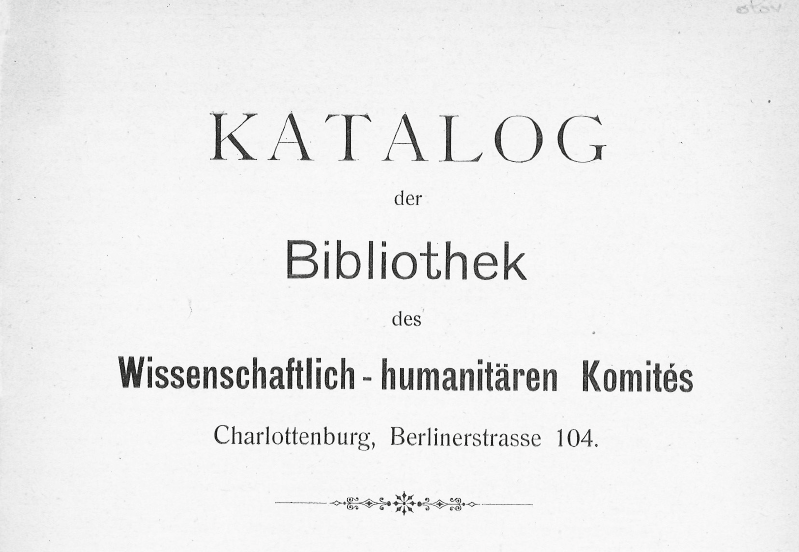
Titre du catalogue de la bilbliotèque du WhK envoyé à tous ses membres en 1905.

En 1904, le WhK annonce dans son rapport mensuel (Monatsbericht des WhK) qu'il compte créer une bibliothèque accesible aux membres ainsi qu'une archive contenant tous les articles de presse mentionnant des procès et condamnations liées au paragraphe 175. La tâche est confiée au chimiste Friedrich Brinkmann. Un an plus tard, l'organisation, qui compte alors autour de 500 membres, publie un catalogue des oeuvres réunies dans sa bibliothèque, accessible au public (principalement des médecins et des écrivains activistes), et l'envoie à tous ses membres. Le catalogue compte 386 titres distincts. Les livres se situent alors dans les appartements privés de Magnus Hirschfeld.

## Le Comité et la réforme du droit pénal
Lors des élections de mai, puis de décembre 1924, le WhK demande à chaque parti sa position sur l'abrogation du §175, et encourage les homosexuels à voter seulement pour ceux qui s'y accordent. 
En 1924, la proposition (Entwurf) de réforme pénale est reprise par Curt Joël, qui la rend plus stricte. Face à cette menace de raidissement du droit pénal, le WhK réagit en impulsant en 1925 la formation du Cartel pour la Réforme du droit pénal sexuel (Kartell für Reform des Sexualstrafrechts).
Le Cartel se donne pour but d'étendre le travail militant à toutes les composantes du mouvement de libération sexuelle, au delà des seules associations homosexuelles, ainsi que d'aller outre le simple refus et de formuler une contreproposition (Gegenentwurf). Dans le Cartel se retrouvent aux côtés du WhK : le Bund für Mutterschutz d'Helene Stöcker (techniquement, le WhK fait partie de cette association depuis 1911) ; la Deutsche Liga für Menschenrechte, une association pacifiste luttant pour la fraternisation franco-allemande et le socialisme, le Verband Eherechtsreform, qui milite pour le droit au divorce par consentement mutuel ; la Gesellschaft für Geschlechtskunde d'Arthur Weil, qui se donne pour rôle de vulgariser les connaissances sexologiques, et la Gesellschaft für Sexualreform. L'Institut des sciences sexuelles joue un rôle important au sein de cette coalition ; le WhK fusionne à ce moment avec le département de la réforme sexuelle de l'Institut. Le Bund für Menschenrecht de Friedrich Radszuweit essaie de rejoindre le Cartel mais est débouté ; une des raisons de ce refus réside probabalement dans le fait que le BfM acceptait la proposition de pénalisation de la prostitution homosexuelle, que refusait le WhK et le reste du Cartel. 

## Périodiques publiés par le WhK
- 1899–1908, 1913–1914, 1919–1923 : Jahrbuch für sexuelle Zwischenstufen mit besonderer Berücksichtigung der Homosexualität. (Annuaire des intermédiaires sexuels, avec une attention particulière portée à l'homosexualité), éd. Magnus Hirschfeld. Pendant les interruptions, avec une numérotation annuelle partiellement conservée : 1909–1912, 1915–1918 : Vierteljahresberichte des wissenschaftlich-humanitären Komitees (Rapports trimestriels du Comité Scientifique Humanitaire), éd. : Magnus Hirschfeld.
- 1901–1907 : Monatsbericht des wissenschaftlich-humanitären Komitees (Rapport mensuel du comité scientifique et humanitaire).  En 1908, continué dans : Zeitschrift für Sexualwissenschaft (Journal de sexologie). Absorbé dans : Sexual-Probleme – Zeitschrift für Sexualwissenschaft und Sexualpolitik (Problèmes sexuels – Journal de sexologie et de politique sexuelle) (1908–1914/15) ZDB
- 1926–1932/33 : Mitteilungen des Wissenschaftlich-Humanitären Komitees (Communications du Comité scientifique humanitaire). [Éd. de l'édition fac-similé de 1985 : Friedemann Pfäfflin]

## Tentatives de refondation

### 1949 – le «Giese-WhK»
Le 19 octobre 1949, Hans Giese fonde avec Hermann Weber (1882–1955), qui dirigeait le groupe local de Francfort de 1921 à 1933, un nouveau WhK à Kronberg. Kurt Hiller travaille également avec eux depuis son exil à Londres, principalement par correspondance, mais cette coopération prend fin après quelques mois en raison de dissenssions politiques entre les deux activistes. À Berlin-Zehlendorf, un « groupe Grand Berlin du WhK » (Gruppe Groß-Berlin des WhK) est constitué par Werner Hesse, Werner Becker et Hans Borgward en novembre 1949. La première réunion des membres se déroule le 5 décembre 1949 dans la salle des fêtes de la maison médicale de Francfort (Festsaal des Frankfurter ärtzehauses). Le WhK se voit refuser l'inscription au registre des associations ; au printemps 1950, il n'existe plus. Le groupe berlinois du « Giese-WhK » devient la Société pour la réforme du droit pénal sexuel, qui perdure jusqu'en 1960.

### 1962 – Kurt Hiller
En 1955, Kurt Hiller retourne à Hambourg et souhaite y fonder un nouveau WhK en 1962. Il reste cependant isolé et la tentative échoue.

### 1998 – Le nouveau WhK
En 1998, sont fondées - entre autres dans le cadre de l'initiative « Beck ab! » dirigée contre le député Volker Beck  – une nouvelle association du nom de comité scientifique humanitaire (whk) et une association de soutien associée. Le lien avec le WhK originel consiste seulement en l'usage du nom et l'intervention dans des thèmes gays et lesbiens. La nouvelle association prend, à propos de nombreux sujets, une position contraire à celle du LSVD (Lesben- und Schwulenverband in Deutschland), qu'elle considère comme bourgeoise-conservatrice et se sent liée à la gauche anticapitaliste. Le comité scientifique et humanitaire publie la revue Gigi – Zeitschrift für sexuelle Emancipation (Gigi - Journal pour l'Emancipation sexuelle), qui reçoit un prix spécial de l’Association des journalistes lesbiens et gays (Bundes Lesbischer und Schwuler JournalistInnen) en 2001. Gigi s'interrompt en 2010.
Le site internet du nouveau Whk indique ceci à propos de sa fondation :
« Nous avons donc décidé de reprendre l’idée fondatrice du Whk historique et – par conséquent sous le même nom – de l’appliquer de manière créative à notre époque et à ses circonstances concrètes. À notre avis, cela nécessite non seulement des liens étroits avec d’autres efforts et mouvements de libération, mais aussi un examen radical, une critique et une remise en question de toutes les situations sociales. Car la libération sexuelle dans une société non libérée par ailleurs est tout simplement impossible. »
Avec l'arrêt du magazine Gigi en 2010, le nouveau WHK devient largement inactif.